# John Marks (hockeista su ghiaccio)
John Garrison Marks (Winnipeg, 22 marzo 1948) è un allenatore di hockey su ghiaccio, dirigente sportivo ed ex hockeista su ghiaccio canadese.
Nel corso della carriera militò come difensore nella National Hockey League in particolare con i Chicago Blackhawks. Dopo essersi ritirato intraprese la carriera da allenatore.

## Carriera

### Giocatore
Marks giocò a livello giovanile nella NCAA per tre stagioni presso la University of North Dakota, venendo eletto per due volte nell'All-America Team. Dopo la prima stagione universitaria venne selezionato in nona posizione assoluta dai Chicago Blackhawks in occasione dell'NHL Amateur Draft 1968.
Nel 1970 debuttò fra i professionisti nel farm team di Chicago in Central Hockey League, i Dallas Black Hawks, formazione con cui vinse il titolo nel 1972. Marks fece il proprio esordio in National Hockey League nella stagione successiva, nella quale i Blackhawks giunsero fino alla finale di Stanley Cup contro i Montreal Canadiens.
Da difensore si evolse arrivando a giocare anche da ala in supporto dei centri come Stan Mikita. Nelle stagioni successive si meritò una convocazione per l'NHL All-Star Game e nel dicembre del 1979 stabilì il nuovo record della lega per numero di gare consecutive giocate arrivando fino a 509, strappando il precedente record di Glenn Hall. In totale Mark giocò per dieci stagioni a Chicago totalizzando 714 presenze e 289 punti fino al suo ritiro dall'attività agonistica giunto nella stagione 1981-1982.

### Allenatore
Conclusa la carriera da giocatore Marks fece ritorno alla University of North Dakota dove fu assistente per cinque stagioni fino alla vittoria della WCHA nel 1987. Quell'anno diventò capo allenatore dei Kalamazoo Wings in International Hockey League.
Nelle stagioni successive allenò diverse formazioni della IHL e della ECHL, conquistando anche due titoli. Nel 2007 vinse invece il campionato della Southern Professional Hockey League e il titolo di allenatore dell'anno. Nel 2011 Marks fece nuovamente ritorno in Dakota del Nord per allenare i Fargo Force della USHL, formazione di cui assunse anche l'incarico di general manager, fino al 2015.
Nella stagione 2019-2020 fu presidente dei Las Vegas Thunderbirds.

## Palmarès

### Giocatore

#### Club
- Adams Cup: 1

Dallas: 1971-1972

#### Individuale
- NCAA All-America West First Team: 2

1968-1969, 1969-1970
- WCHA First All-Star Team: 1

1969-1970
- NHL All-Star Game: 1

1976

### Allenatore

#### Club
- ECHL: 2

Charlotte: 1995-1996
Greenville: 2001-2002
- SPHL: 1

Fayetteville: 2006-2007

#### Individuale
- SPHL Coach of the Year: 1

2006-2007